# Epigytholus kaszabi
Epigytholus kaszabi (Wunderlich, 1995) è un ragno appartenente alla famiglia Linyphiidae.
È l'unica specie nota del genere Epigytholus.

## Distribuzione
La specie è stata rinvenuta nella Russia asiatica (Repubblica federale di Tuva), e in Mongolia.

## Tassonomia
Per la determinazione delle caratteristiche della specie tipo sono tenute in considerazione le analisi sugli esemplari di Epigytholus tuvensis Tanasevič, 1996.
Dal 2010 non sono stati esaminati esemplari, né sono state descritte sottospecie al 2012.

### Specie sinonime
- Epigytholus tuvensis Tanasevič, 1996; posta in sinonimia con E. kaszabi (Wunderlich, 1995) a seguito di un lavoro dell'aracnologo Tanasevič (2010e)[2].